# Bardolino (wino)
Bardolino – włoskie czerwone wino wytrawne klasy Denominazione di Origine Controllata (DOC), produkowane w prowincji Werona, w szesnastu gminach leżących na południowy wschód od jeziorem Garda, spośród których Bardolino dało nazwę winu. Roczna produkcja wina wynosi ok. 230-240 000 hl, z czego 70% trafia na eksport.

## Obszar produkcji
Bardolino jest produkowane w regionie o bogatej tradycji winiarskiej. Początkowo prawo do nazwy bardolino miały wina z gmin Bardolino, Garda, Lazise, Affi, Costermano i Cavaion i są wyróżniane określeniem bardolino classico. Obszar apelacji został poszerzony o 10 innych okolicznych gmin, już bez prawa do predykatu classico.

## Charakterystyka i warianty
Bardolino cieszy się sławą lekkiego wina czerwonego. Cechuje się rubinową barwą, z odcieniem czereśniowym, ciemniejącym w miarę starzenia. Popularny jest także wariant nazywany chiaretto (jaśniutki), o różowawej barwie i klasyfikowany jako wino różowe. W tym przypadku winiarze ograniczają kontakt moszczu ze skórkami, przez co do wina przenika mniejsza ilość barwników znajdujących się w skórkach i napój zyskuje na delikatności. Miejscowi producenci oferują również wytrawne wino musujące chiaretto Spumante Brut oraz wersję novello, produkowaną z wykorzystaniem maceracji węglowej dla przyspieszenia dojrzałości, podobnie jak beaujolais nouveau i przeznaczoną do picia jako wino młode.
Wino bardolino musi być wytwarzane z przynajmniej dwóch odmian: corvina veronese (znaną także w regionie pod nazwami cruina i corvina) oraz rondinella. Zamiast corviny dopuszcza się również do 10% szczepu corvinone. Pierwsza z nich musi stanowić 35–65% gotowego wina, rondinella – 10-40%. Dopuszcza się także użycie do 20% winorośli odmian molinara, rossignola, barbera, sangiovese, marzemino, merlot, cabernet sauvignon, z których udział żadnej nie może przekroczyć 10%. Analogiczne uregulowania obowiązują bardolino superiore, najwyższej włoskiej kategorii DOCG.

## Normy jakościowe
Poziom alkoholu powinien wynosić przynajmniej 10,5% dla wina bez predykatów albo z predykatem Classico, 11,5% dla musującego i 11% dla wina tegorocznego (novello). Z wyjątkiem tego ostatniego za dojrzałe uważa się bardolino po 8-12 miesiącach i poleca się konsumpcję bez dalszego starzenia. Wino bogatsze w alkohol (12%) ma prawo do oznaczenia Bardolino Superiore DOCG, o ile leżakowało przynajmniej rok. Ten wariant jest z reguły także pełniejszy w smaku.

## Zestawienia kulinarne
Bardolino jest polecane do dań jarskich, białych mięs, owoców morza i dań z makaronem. Odmiana musująca dobrze komponuje się z przystawkami albo jest podawana jako aperitif, a novello – z daniami z grzybów i ryb. Przykładem potrawy harmonizującej z chiaretto jest spaghetti con olive.